# Setge de Morella (1707)
El Setge de Morella fou un dels episodis de la Guerra de Successió Espanyola, en la que els borbònics van prendre definitivament la ciutat.

## Antecedents
Preveient la mort de Carles II de Castella sense descendència, les principals potències europees van proposar un príncep elector de Baviera, amb el consegüent repartiment de possessions entre aquestes potències. Però aquest mor, i Carles II en el darrer testament abans de morir proposa Felip d'Anjou. Felip entra a Barcelona el 2 d'octubre i les Corts finalment es taquen el 14 de gener de 1702 amb el jurament de les constitucions catalanes pel Rei. Els aliats proposen l'Arxiduc Carles i comencen les hostilitats.
Pres Gibraltar pels britànics, a l'agost del 1705 l'arxiduc embarca a Lisboa en direcció al Mediterrani. S'atura a Altea on és proclamat Rei i la revolta valenciana dels maulets s'estén liderada per Joan Baptista Basset. Mentrestant, i esperonats constantment pel príncep Jordi de Darmstadt, escamots armats barren el pas als borbònics a la plana de Vic i en la Batalla de Montjuïc capturen la fortalesa, que seria fortificada i usada per bombardejar la ciutat de Barcelona, que envoltada de les tropes aliades de Lord Peterborough va capitular el 9 d'octubre de 1705, de manera que el 22 d'octubre entra a Barcelona l'Arxiduc Carles, que el 7 de novembre de 1705 jura les constitucions catalanes, nomenat Carles III. Lord Peterborough avança cap a València i a finals d'any, l'arxiduc ja controla la major part del Principat de Catalunya i el Regne de València
Entretant, els borbons es reorganitzen i el seu exèrcit avança des de Lleida, Girona i pel mar en direcció a Barcelona. Felip V havia perdut els territoris de les Províncies Unides, Milà i el Regne de Nàpols. Tot i això, els filipistes rebien reforços castellans i les tropes comandades pel Duc de Berwick, i forcen l'exèrcit austriacista a abandonar Madrid i refugiar-se al Regne de València. L'exèrcit aliat es va retirant fustigat per l'exèrcit borbònic, i finalment decideixen plantar cara i formen davant d'Almansa, on són derrotats. Les tropes borbòniques conquereixen el Regne de València i el Regne d'Aragó i avancen cap a Catalunya. El 10 de novembre de 1707 les tropes de Felip V entren a Lleida, defensada per una petita guàrdia de només 2.500 homes, sotmesa al setge de 40.000 borbònics.

## El setge
Els filipistes van esperar l'ocupació de Lleida per començar el 2 de novembre el setge de Morella, que va caure el 26 de novembre de 1707 un cop iniciats els bombardejos i entès que no arribarien reforços.

## Conseqüències
Caiguda Morella, quedant únicament en mans aliades Dénia, Alcoi i el castell d'Alacant al País Valencià, les forces filipistes es van dirigir a Ares, que va caure el 15 de juliol de 1708.